# Feistritz ob Bleiburg
Feistritz ob Bleiburg è un comune austriaco di 2 141 abitanti nel distretto di Völkermarkt, in Carinzia; ha lo status di comune mercato (Marktgemeinde). Abitato anche da sloveni della Carinzia, è un comune bilingue; il suo nome in sloveno è Bistrica pri Pliberku. Tra il 1973 e il 1991 è stato accorpato alla città di Bleiburg.
La più grossa industria del circondario è la Filterwerk Mahle a Sankt Michael ob Bleiburg (Šmihel pri Pliberku), che conta 1 700 lavoratori.